# Brestov (okres Prešov)
Brestov je obec na Slovensku v okrese Prešov. Žije zde 448 obyvatel. První písemná zmínka o obci pochází z roku 1219, jiný zdroj uvádí rok 1229.

## Poloha
Obec leží v Košické kotlině v údolí Brestovského potoka v povodí Torysy. Na východě se terén zvedá směrem ke Slanským vrchům. Obec leží v nadmořské výšce 255–610 m, centrum obce leží ve výšce 321 m n. m. Území je tvořeno terciérními usazeninami a sopečnými horninami. Z půd převládá hnědozem, lesní porost tvořený duby a borovicemi se vyskytuje ve východní části území.

## Sousední obce
Sousedními obcemi jsou na severozápadě a severu Mirkovce, na severovýchodě Žehňa, na východě Bunetice, na jihu Varhaňovce a na jihozápadě a západě Šarišské Bohdanovce.

## Historie
První písemná zmínka o obci je uvedena ve varadínském registru z roku 1219 a další písemná zmínka pochází z roku 1229, kde je uváděna jako Borozlou. Obec byla založena na zákupním právu ve 13. století. V roce 1304 nesla název Buruzlouwtha, v roce 1773 Brestow a v roce 1786 Bresstow; maďarsky Boroszló. Obec náležela převorství v Myšli, později jezuitům a po zrušení řádu byl majetkem studijního fondu.
V roce 1427 byla obec daněna z 31 port. V roce 1787 žilo v obci 425 obyvatel v 60 domech a v roce 1808 v 89 domech žilo 647 obyvatel.
Hlavní činností bylo zemědělství a chov dobytka. Další činností bylo tkalcovství a práce v lesích. V 19. století se v obci těžil v lomu andezit.

## Církev a kostel
Obec náleží pod římskokatolickou farnost Nanebevzetí Panny Marie, děkanát Obišovce, arcidiecéze košické.
Farní kostel Nanebevzetí Panny Marie byl postaven v roce 1782 studijním fondem v barokně-klasicistním stylu a je umístěn v severovýchodní části obce. Kostel byl opravován po zemětřesení v roce 1813.
Ve věži s jehlanovou střechou byly v roce 1910 zavěšeny tři zvony, které ulil zvonař František Egry. 
V interiéru je hlavní oltář zhotovený v roce 1910 košickým stavitelem Jurajem Urrem, který zhotovil i sochu Nejsvětější Srdce Ježíšovo. V kostele jsou dvě románské kamenné křtitelnice, sochy Panny Marie Lurdské, svatého Antonína a svatého Františka z Assisi. Na kruchtě v západní části kostela jsou dvojmanuálové varhany.

## Fotografie

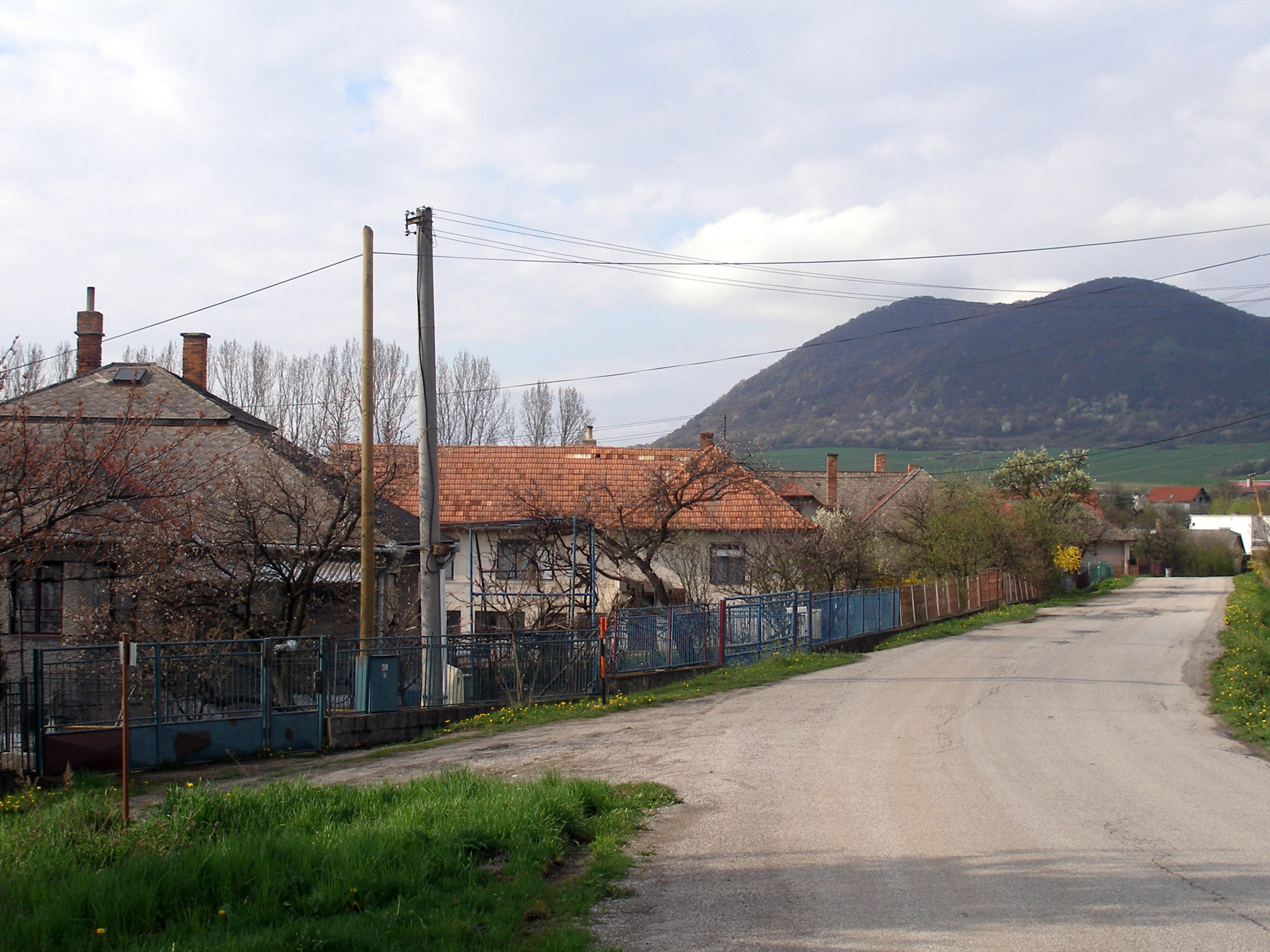
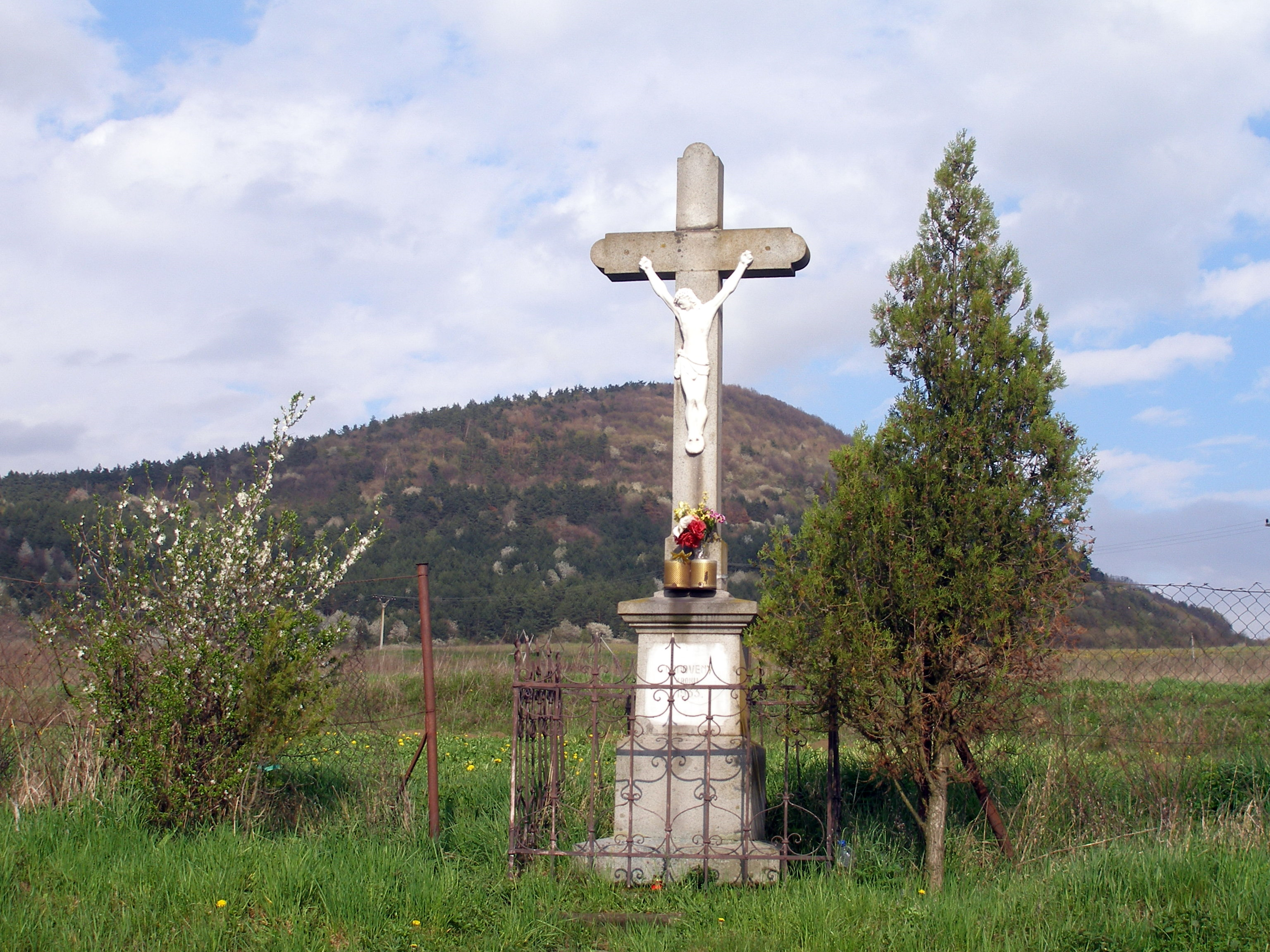
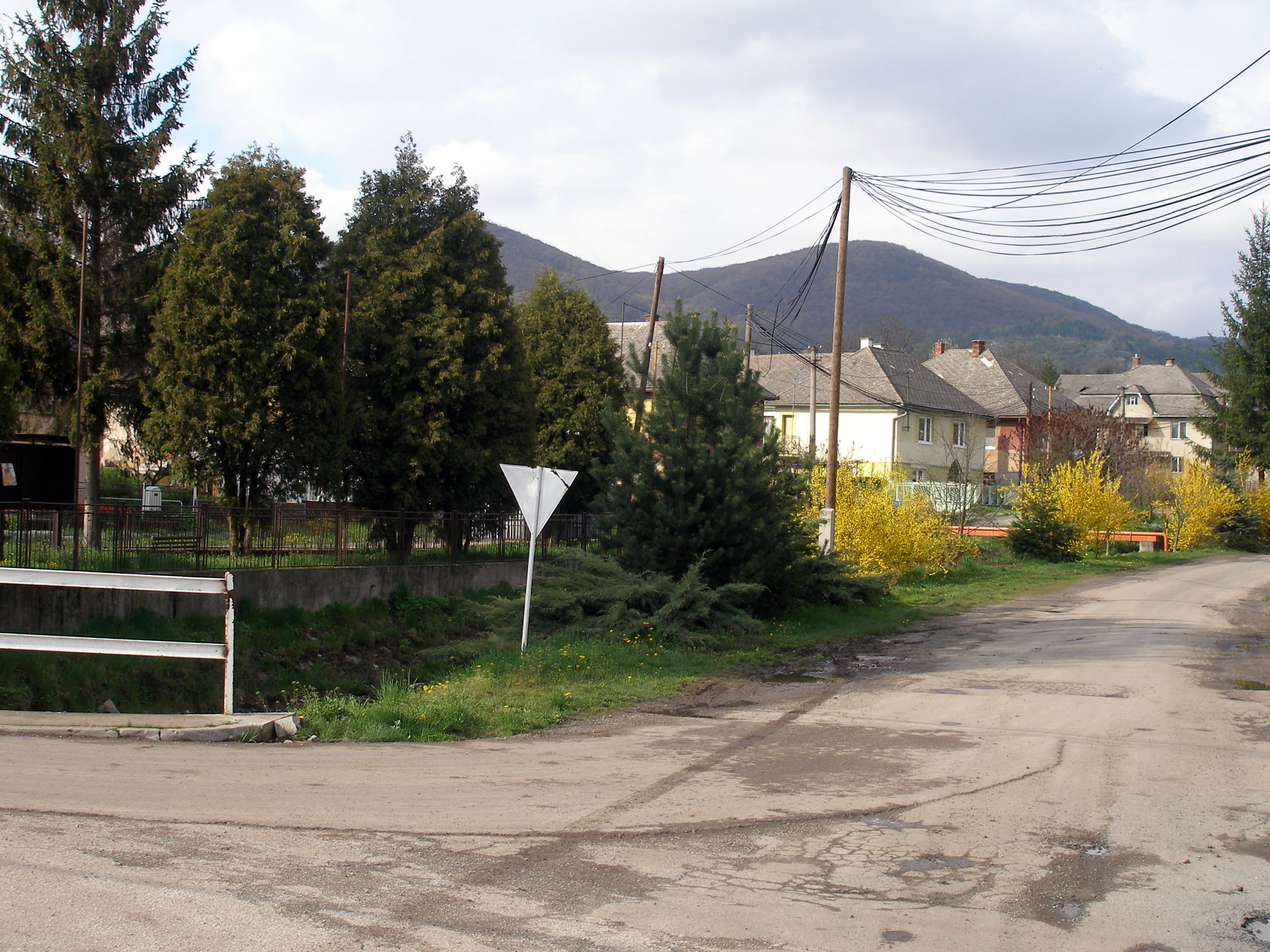
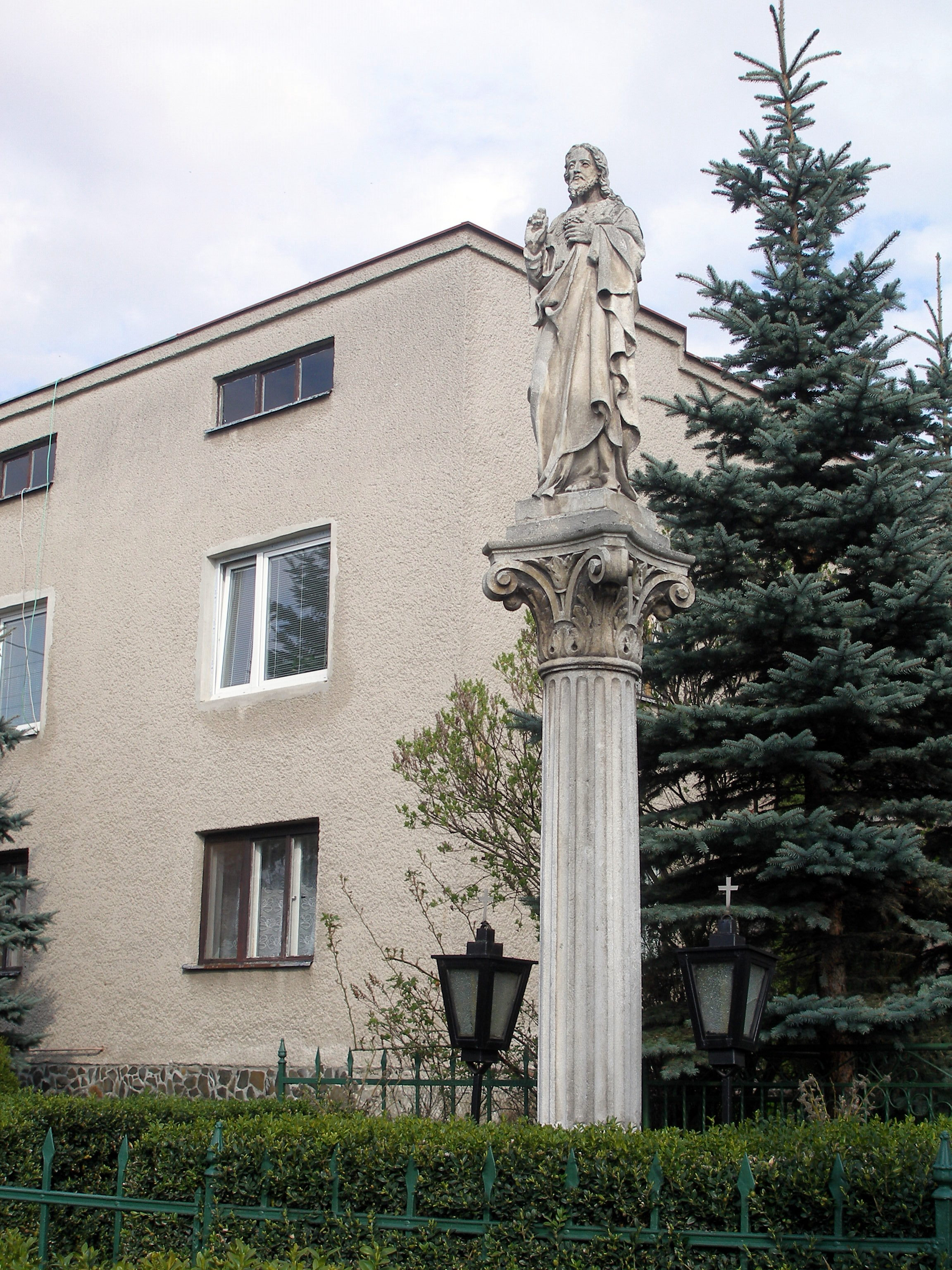
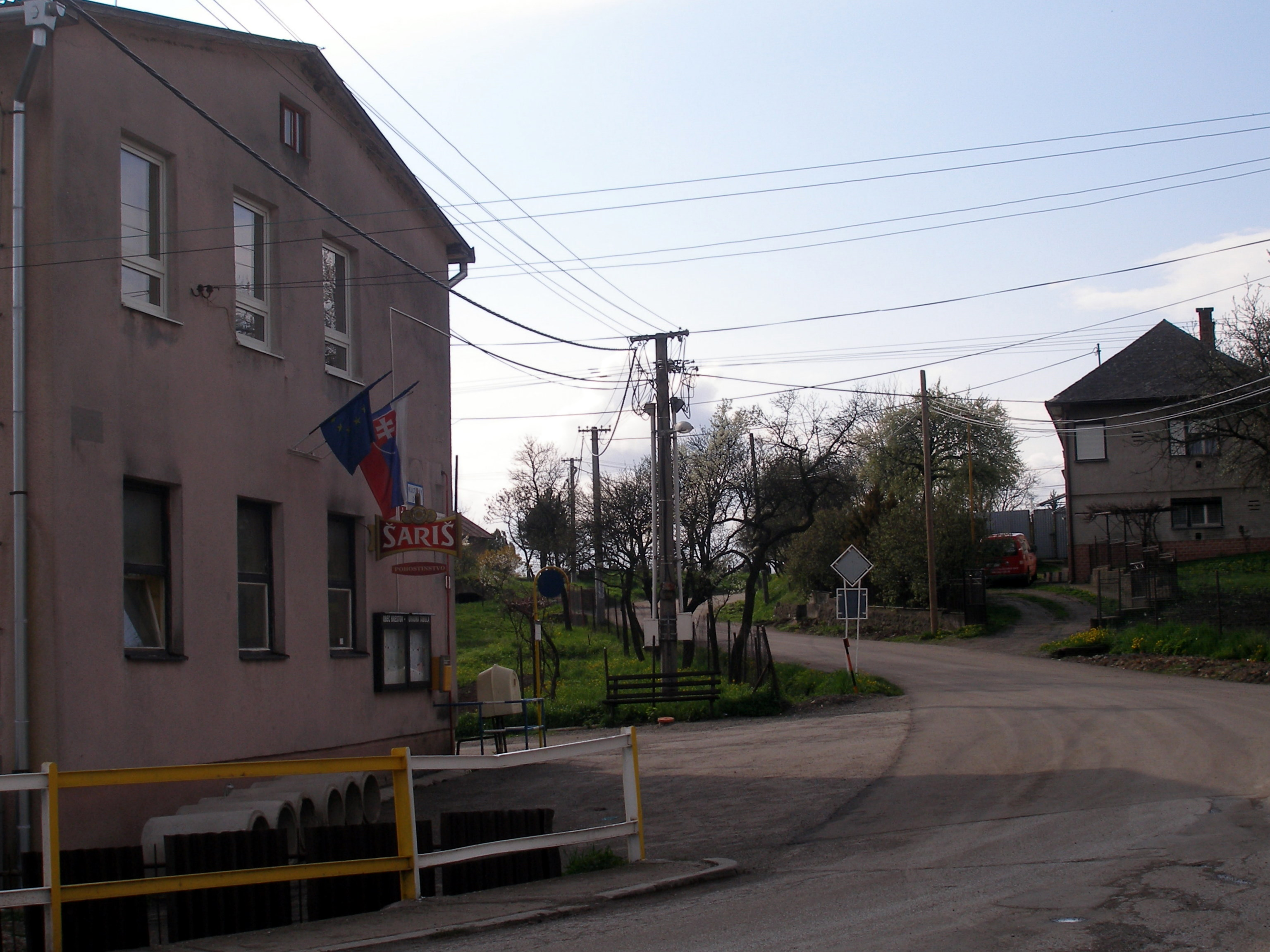